# Turnera huberi
Turnera huberi är en passionsblomsväxtart som beskrevs av M.M. Arbo. Turnera huberi ingår i släktet Turnera och familjen passionsblomsväxter. Inga underarter finns listade i Catalogue of Life.